# Langjökull
A Langjökull ('hosszú gleccser') Izland második legnagyobb gleccsere (a Vatnajökull után). Területe mintegy ezer négyzetkilométer; hossza 64 km, szélessége 24 km. Legmagasabb pontja 1450 méterrel van a tengerszint felett.

## Elhelyezkedése
A gleccser az ország középső felföldjének nyugati részén helyezkedik el. Több folyót is táplál; ezek közül a legfontosabbak a  Hvítá és az Ölfusá. A Hagavatn nevű tó a gleccser lábánál, attól dél-délnyugati irányban helyezkedik el. A gleccserből kiolvadó víz táplálja a Hvitá folyón lévő, 32 méter magas Gullfoss nevű vízesést, ami a környék jelentős turistalátványossága.

## Langjökull tűzhányó
A Langjökull északkeleti felén található a hasonnevű Langjökull vulkán. A hegy magassága 1360 méter. A tetőn jéggel fedett kaldera van. A tűzhányó utoljára a 920-as években tört ki.

## A népszerű kultúrában
Az 1999-es Szuper haver (The Iron Giant) című animációs filmben az egyik főszereplő, egy robot, darabjai a Langjökull jegére hullanak, miután a robot elhárított egy nukleáris töltetű rakétát.
Itt forgatták David Guetta She Wolf (Falling to Pieces) című dalának videóklipjét is. A forgatás további helyszínei Reykjanes, Krýsuvík és Reykjanesviti közelében voltak.